# グードルン・パウゼヴァング

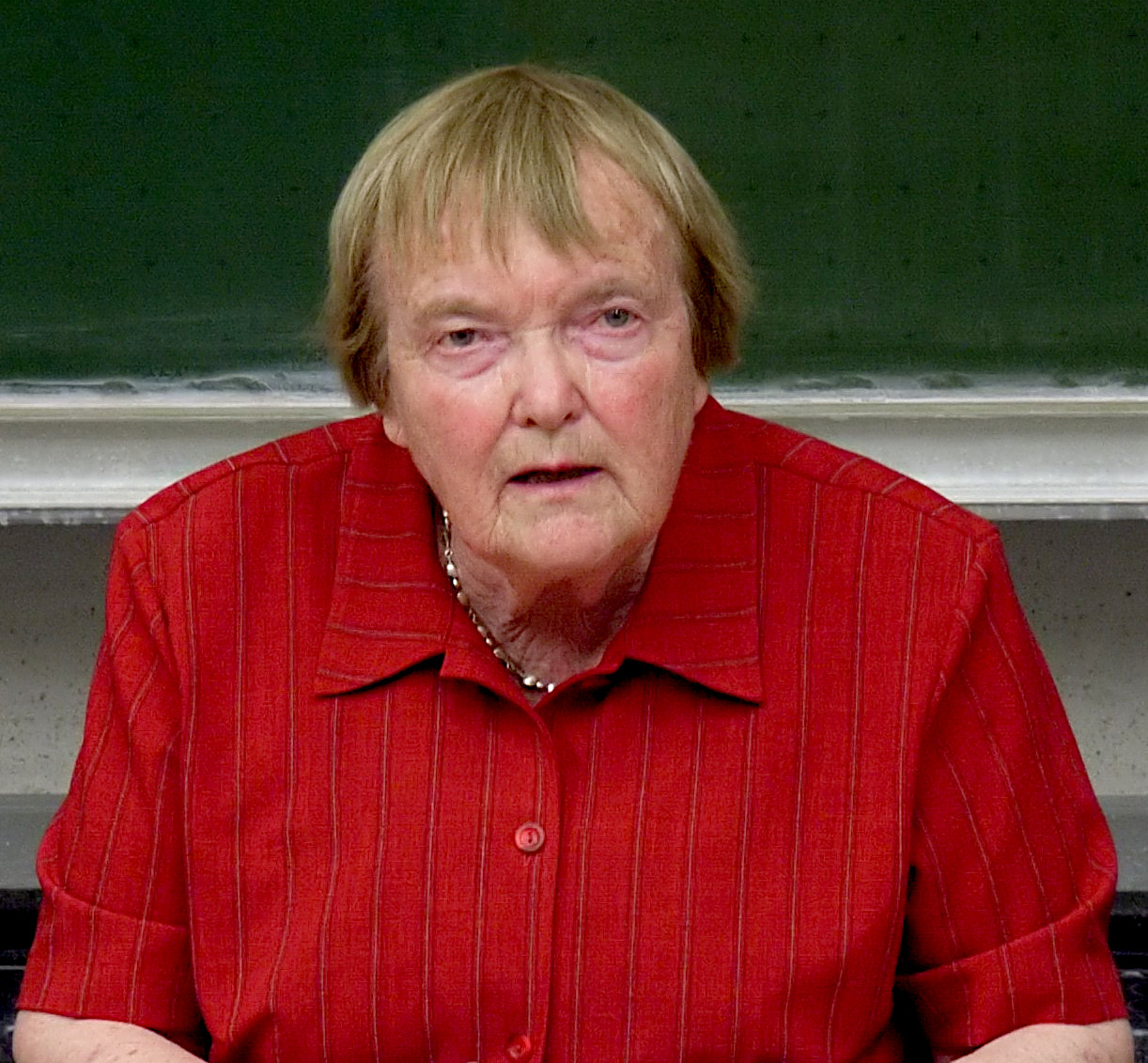
Gudrun Pausewang

グードルン・パウゼヴァング（Gudrun Pausewang、1928年3月3日－2020年1月23日）は、ドイツの女流作家である。本名はグードルン・ヴィルケ（Gudrun Wilcke）。1928年にボヘミアのヴィッヒシュタドル（Wichstadl、現在のチェコ・ムラドコウ Mladkov）に生まれた。

## 履歴
パウゼヴァングは、東部ボヘミアで1928年に誕生した。6人子のなかの長女であった。初等教育を終えた後、女子中等学校（女子ギムナジウム）に通った。父親は、彼女が15歳のとき、第二次世界大戦中に亡くなった。17歳のときに大戦が終了するや、彼女は家族と共に西ドイツに逃亡した。パウゼヴァングはヘッセン州のヴィースバーデンにあって勉学を続け、1948年にアビトゥア資格を得た。教育学を学び、教職に就いた。
1956年以降、チリのドイツ学校（Deutsche Auslandsschule）で教鞭を取り、更に5年後には、ヴェネズエラにおいても教えた。彼女は7年間、南アメリカで暮らし、この期間に、アマゾン川流域地帯（Amazonie）、フエゴ島、ペルー、ボリビア、コロンビア、メキシコ、そして北アメリカに旅行した。
1963年にドイツに帰国し、小学校で教える傍ら、ドイツの言語と文明についての研究を再開した。5年後、彼女は夫であるペーテル・ヴィルケ（Peter Wilcke）と共にコロンビアに出かけた。最終的にパウゼヴァングは、1972年に、2歳になる息子と共にドイツに帰国した。それ以降、彼女はヘッセン州のシュリッツに住居を定めた。シュリッツは、彼女の作品、『みえない雲』（Die Wolke）や『最後の子どもたち』（de:Die letzten Kinder von Schewenborn）の話の舞台となっている。定年退職するまで、教師としてこの地で働いた。

## 作品
パウゼヴァングの初期の作品は、とりわけ逃亡をめぐる小説であった。後年、彼女は、例えば核の脅威などの社会的な話題に拘わった。ラテン・アメリカにあって意識するようになった第三世界の問題に関心を抱いた。更に、平和と環境保護（fr:Conservation de la nature）の運動に関与した。今日、もっとも議論の対象となっている彼女の作品の幾つかにおいて、パウゼヴァングは、社会の「エコシード（環境絶滅、fr:Écocide）」について語り、また核エネルギーがもたらす危険性を、国家社会主義と比較している。1989年に教職を退職。
パウゼヴァングは全部で86冊の本を著し、平和や環境保護をめぐる主題を多く扱っているが、1980年代の平和主義者やエコロジスト（fr:Écologiste）の領域で執筆された作品は、これらの運動の時代精神の特徴を備えており、今日では、しばしば、イデオロギー的であると考えられている。

## 受賞歴
- 1977年　de:Buxtehuder Bulle　『 de:Die Not der Familie Caldera 』に対し
- 1981年　de:La vache qui lit　『 de:Ich habe Hunger - ich habe Durst 』に対し
- 1981年　de:Preis der Leseratten　『 Ich habe Hunger - ich habe Durst 』に対し
- 1983年　La vache qui lit　『最後の子どもたち』（de:Die letzten Kinder von Schewenborn）に対し
- 1983年　Buxtehuder Bulle　『最後の子どもたち』（Die letzten Kinder von Schewenborn）に対し
- 1988年　de:Deutscher Science Fiction Preis　『みえない雲』（de:Die Wolke）に対し
- 1988年　de:Deutscher Jugendliteraturpreis　『みえない雲』（Die Wolke）に対し
- 1988年　de:Kurd-Laßwitz-Preis　『みえない雲』（Die Wolke）に対し
- 1999年　de:Bundesverdienstkreuz　（ドイツ連邦共和国功労勲章）

三冊の本、『Die Not der Familie Caldera』、『Ich habe Hunger - ich habe Durst』、『みえない雲（Die Wolke）』は非常に大きな成功を収めた。
彼女の作品『みえない雲』は、チェルノブイリ原子力発電所事故の20年後、2006年に映画化された。（『 Die Wolke 』2006、日本語タイトル 『みえない雲』、グレゴール・シュニッツラー監督、site）

## 作品一覧
日本語訳のあるものは『』で示した
- Rio Amargo （小説, 1959年）
- Der Weg nach Tongay （物語, 1965年）
- Plaza Fortuna （小説, 1966年）
- Bolivianische Hochzeit （小説, 1968年）
- Guadalupe （小説, 1970年）
- Die Entführung der Dona Agatha （1971年）
- Hinterm Haus der Wassermann （児童文学, 1972年）『うら庭の水の精』
- Aufstieg und Untergang der Insel Delfina （小説, 1973年）
- Und dann kommt Emilio （1974年）『ぼく、ネコの父さんになる!』
- Karneval und Karfreitag （1976年）
- Kunibert und Killewamba （児童文学, 1976年）
- Die Not der Familie Caldera （児童文学, 1977年）
- Auf einem langen Weg （児童文学, 1978年）『小さな逃亡者』
- Wie gewaltig kommt der Fluß dahin （1978年）
- Der Streik der Dienstmädchen （1979年）
- Rosinkawiese （1980年）
- Ich habe Hunger, ich habe Durst （児童文学, 1981年）
- Die Freiheit des Ramon Acosta （1981年）
- Die letzten Kinder von Schewenborn （物語, 1983年） 『最後の子どもたち』
- Kinderbesuch （小説, 1984年）
- Pepe Amado （小説, 1986年）
- Guten Tag, lieber Feind （1986年）『ハロー・ディア・エネミー!』
- Die Wolke （小説, 1987年） 『みえない雲』
- Ich gebe nicht auf （物語・詩・祈り, 1987年）
- Etwas läßt sich doch bewirken （1987年）
- Das Tor zum Garten der Zambranos （1988年）
- Der GroBvater im Bollerwagen = Aurélio （児童文学, 1988年）
- Die Kinder in der Erde （1988）『ちきゅうの子どもたち』
- Fern von der Rosinkawiese （1989年）
- Reise im August （青少年向け作品, 1992年）
- Der Schlund （小説, 1993年）
- Die Kinder in den Bäumen （児童文学, 1994年）
- Der Glücksbringer （小説, 1995年）
- Die Verräterin （青少年向け作品, 1995年）
- Einfach abhauen （1996年）
- Wiedersehen mit Anna （1997年）
- Adi, Jugend eines Diktators （1997年）
- Ich geb dir noch eine Chance, Gott! （1997年）
- Hörst du den Fluss, Elin? （青少年向け作品, 1998年）
- Barfuß durch die große Stadt （1999年）
- Roller und Rosenkranz （2000年）
- Und was mach ich （2003年）
- Ich war dabei. Geschichten gegen das Vergessen. （2004年）
- Du darfst nicht schreien  （2003年）
- Überleben! （2005年）
- Der Spinatvampir （2005年）
- Die Meute （2006年）
- Aufmüpfige Geschichten （2006年）

### 日本語訳
- 『最後の子どもたち』高田ゆみ子訳、小学館〈写楽ブックス〉、1984年、ISBN 978-4-09-381301-3
- 『見えない雲』高田ゆみ子訳、小学館〈タッチブックス〉、1987年、ISBN 978-4-09-381302-0
- 『ぼく、ネコの父さんになる!』中井やすこ・浦野紘子訳、小学館〈てんとう虫ブックス〉、1988年、ISBN 978-4-09-230516-8
- 『小さな逃亡者』吉田則子訳、草の根出版会、1988年、ISBN 978-4-87648-039-5
- 『ちきゅうの子どもたち』酒寄進一訳、ほるぷ出版、1990年、ISBN 978-4-593-50387-2
- 『うら庭の水の精』遠山明子訳、福武書店、1991年、ISBN 978-4-8288-4940-9（パウゼバンクと表記）
- 『おじいちゃんは荷車にのって』遠山明子訳、徳間書店、1994年、ISBN 978-4-19-860125-6（パウゼバンクと表記）
- 『ハロー・ディア・エネミー! - こんにちは敵さん さよなら戦争』桑田冨三子訳、くもん出版、2001年、ISBN 978-4-7743-0459-5（パウゼバンクと表記）
- 『みえない雲』高田ゆみ子訳、小学館〈小学館文庫〉、2006年12月、ISBN 978-4-09-408131-2